# COVID-19-Pandemie in Kap Verde
Die COVID-19-Pandemie in Kap Verde tritt als regionales Teilgeschehen des weltweiten Ausbruchs der Atemwegserkrankung COVID-19 auf und beruht auf Infektionen mit dem Ende 2019 neu aufgetretenen Virus SARS-CoV-2 aus der Familie der Coronaviren. Die COVID-19-Pandemie breitet sich seit Dezember 2019 von China ausgehend aus. Ab dem 11. März 2020 stufte die Weltgesundheitsorganisation (WHO) das Ausbruchsgeschehen des neuartigen Coronavirus als Pandemie ein.

## Verlauf und Maßnahmen
Die Cabo Verde Airline hatte bereits frühzeitig beschlossen, Flüge auszusetzen. Schon seit dem 28. Februar wurden die Flüge nach Mailand (Italien) eingestellt. Am 6. März wurden auch die Flüge nach Lagos (Nigeria), Porto Alegre (Brasilien) und Washington D.C. (USA) eingestellt. Am 17. März stellte Cabo Verde Airlines gemäß der Regierungsentscheidung alle anderen Strecken ein.
Am 20. März 2020 wurde die erste COVID-19-Erkrankung in Kap Verde bestätigt. Im WHO-Situationsbericht tauchte dieser Fall erstmals am 21. März 2020 auf. Am 21. März wurden zwei weitere Fälle bestätigt. Bei diesen beiden Fällen und dem vorherigen Fall handelte es sich jeweils um Touristen, die auf der Insel Boa Vista verweilten, bevor sie positiv getestet wurden.
Seit dem 16. März 2020 werden Tests in Kap Verde und nicht im Ausland vom Laboratório de Virologia de Cabo Verde in Praia durchgeführt.
Am 17. März 2020 kündigte der Premierminister als Notfallmaßnahme die Einstellung aller ankommenden Flüge aus den USA, Brasilien, Senegal, Nigeria, Portugal und allen betroffenen europäischen Ländern an. Diese Regelung galt für drei Wochen. Ausnahmen galten für Frachtflüge und Flüge für ausländische Staatsbürger, die nach Hause zurückkehren möchten. Einschränkungen wurden auch für das Andocken von Kreuzfahrtschiffen, Segelschiffen und die Landung von Passagieren oder Besatzungsmitgliedern von Frachtschiffen oder Fischereifahrzeugen erlassen. Am Tag danach wurden weitere Maßnahmen ergriffen.
Am 25. März wurde ein vierter Fall bestätigt. Es handelte sich um einen Staatsbürger, der aus Europa zurückgekehrt war. Dies war der erste Fall, der in der Hauptstadt des Landes, Praia, auf der Insel Santiago entdeckt wurde. Am folgenden Tag, dem 26. März, gab der Gesundheitsminister von Kap Verde bekannt, dass die Frau des Mannes ebenfalls positiv getestet wurde und somit die erste lokale Übertragung stattfand.
Am 28. März 2020 wurde zum ersten Mal in Kap Verde der Ausnahmezustand ausgerufen. Damit wurden eine Reihe von Maßnahmen zur Verringerung der sozialen Kontakte und zur Schließung vieler Unternehmen umgesetzt.
Der erste COVID-19-bedingte Todesfall im Land ereignete sich am 24. März 2020. Dieser Todesfall tauchte am 28. März 2020 erstmals im WHO-Situationsbericht auf. Bis zum 19. April 2020 wurden von der WHO 55 COVID-19-Erkrankungen und ein COVID-19-bedingter Todesfall in Kap Verde bestätigt.
Weitere COVID-19-Fälle gab es im Laufe des Monats Mai. Wegen immer mehr Testkapazitäten steigen die Infektionszahlen stetig an. Am 22. Mai waren laut WHO 362 bestätigte Fälle bekannt, davon waren 130 wieder genesen. Bis dato sind 3 Menschen an dem Coronavirus gestorben.
Es bleiben Freizeit- und Unterhaltungsangebote weiterhin geschlossen, allerdings haben Dienstleistungen, Unternehmen und andere Organisationen seit dem 15. Mai wieder geöffnet.
Am 25. Mai 2020 hatten 380 Menschen sich mit dem Coronavirus infiziert. 150 Menschen waren wieder genesen, wobei 3 Menschen gestorben waren. Bis dato waren 227 aktive Fälle bekannt. Allerdings gab es bisher nur 1.325 Tests insgesamt. Dadurch wird die Dunkelziffer weitaus höher geschätzt. Die Regierung hat noch keine weiteren Lockerungen bekanntgegeben. Der Ausnahmezustand auf der besonders betroffenen Insel Santiago ist weiterhin ausgerufen.
Am 7. Juni wurden die Maßnahmen noch einmal angezogen und der Notstand neben der Insel Santiago auch wieder auf den Inseln Sal und Boa Vista eingeführt.
Die Reisewarnung ist im Monat Juli weiterhin bestehen geblieben. Es deutet sich nicht an, dass sich dies ändert. Bis zum 23. Juli 2020 haben sich im Land 2.154 Menschen mit dem Coronavirus infiziert. Weitere Maßnahmen sind nicht ausgeschlossen. Der Tourismus leidet weiter extrem unter der Reisewarnung. Diese Fakten verspricht die kapverdische Regierung im Bereich Tourismus, um Touristen anzuwerben:
- Unser Personal ist geschult und ordnungsgemäß über Präventivmaßnahmen gegen Covid-19 informiert.
- Unser Personal, dessen Tätigkeit den direkten Kontakt mit Gästen erfordert, ist mit Schutzmasken ausgestattet und hält stets einen Abstand von mindestens 1,5 Metern ein.
- Der Empfang verfügt über eine transparente Schutzbarriere und Sicherheitsband auf dem Boden, um den notwendigen Abstand zu gewährleisten.
- Vor jeder Interaktion mit den Gästen verwenden wir Handdesinfektionsmittel.
- Die Gäste werden nicht mehr in das Zimmer begleitet, Anweisungen und Instruktionen werden an der Rezeption gegeben.
- Die Schlüssel werden vor und nach der Benutzung desinfiziert.
- An einem sichtbaren Ort gibt es Informationen zu Covid-19 zum Nachlesen.
- Begrenzter und kontrollierter Zugang zum Frühstücksraum, um einen Abstand von mindestens 1,5 Metern zwischen Personen, die nicht zur selben Familie gehören, zu gewährleisten, wodurch die Nutzung von Plätzen in unserem Außenbereich für die Kunden gefördert wird.
- Verstärkung und Einführung neuer täglicher und regelmäßiger Hygienepraktiken für Räume, Oberflächen, Türgriffe, Schränke und Schubladen, Schalter usw. mit einem geeigneten Desinfektionsmittel. Insbesondere in den Schlafzimmern wird besonderes Augenmerk auf Gegenstände und Oberflächen mit hohen Berührungspunkten gelegt, darunter Fernseher- und Klimaanlagen-Fernbedienungen, Toilettensitze und -griffe, Tür- und Möbelgriffe, Wasserhähne, Lichtschalter, Telefone, Nachttische usw.
- Die Zimmer werden täglich gereinigt und die Reinigungskräfte treffen dafür alle notwendigen Vorkehrungen. Wenn die Gäste es jedoch bevorzugen, können sie sich, indem sie die Rezeption informieren, für einen gestrafften Service entscheiden, der jeden zweiten Tag stattfindet, und/oder für einen einfachen Service, der sich auf die Entleerung des Mülls, die Bereitstellung frischer Handtücher und neuer Annehmlichkeiten beschränkt.
- Wir haben Spender mit Handdesinfektionsmittel auf Alkoholbasis an strategischen Punkten im Hotel aufgestellt

Am 18. August waren insgesamt 3.203 Menschen mit dem Coronavirus infiziert. Es gab 829 aktive Fälle und 2.336 Genesene. 36 Menschen sind bisher an dem Coronavirus gestorben.
Ab 16. Oktober 2020: Um die Übertragung von Covid-19 einzudämmen bewilligte das kapverdische Parlament einstimmig die „obligatorische Verwendung“ von Masken für diejenigen, die in allen öffentlichen Räumen des Archipels zirkulieren oder sich dort aufhalten und sieht bei Zuwiderhandlung Geldstrafen von bis zu 135 Euro vor.
Der Gesetzesvorschlag wurde von der Regierung als Dringlichkeitsmaßnahme in die ordentliche Parlamentssitzung eingebracht, die heute in der Nationalversammlung in Praia zu Ende ging. Damit wird die obligatorische Verwendung von Gesichtsschutzmasken – die bereits seit Mai in öffentlichen Verkehrsmitteln und innerhalb von Unternehmen gilt – auf alle öffentlichen Räume, einschließlich der öffentlichen Straße, unabhängig von der Art der Tätigkeit ausgedehnt.
Das juristische Dekret wurde im Allgemeinen und im Ganzen einstimmig nach Konsens zwischen der Regierung und den Abgeordneten angenommen.
Unter 10-Jährige und Personen mit Gesundheitsproblemen sind von dieser Verpflichtung ausgenommen. Sie gilt landesweit für Personen, die in engem Kontakt auf öffentlichen Straßen unterwegs sind und nicht den gleichen Wohnsitz haben, aber auch mit Ausnahmen für die Ausübung vom Sportunterricht mit sozialer Distanzierung und Einhaltung der Atmungsetikette.
Dieses Regime, das am siebten Tag nach seiner Veröffentlichung im Amtsblatt in Kraft treten wird, ersetzt auch das seit dem 2. September geltende Regime, dessen Dekret die Verwendung eines Mundschutzes im öffentlichen Raum als „Bürgerpflicht aller Bürger“ und die „Leistung der Sicherheitskräfte und -dienste“ lediglich einen „pädagogischen und leitenden Charakter“ vorsah.
Bei der Vorlage des endgültigen Wortlauts des Vorschlags nach den Änderungen des ursprünglichen Regierungsdokuments wies der Minister für Innere Verwaltung, Paulo Rocha, darauf hin, dass die Verletzung dieser Vorschrift ein Ordnungswidrigkeitsverfahren mit einer Geldstrafe von 1.500 bis 15.000 Escudos (13,50 bis 135 Euro) mit sich bringt und dass der Erlös dieser Bußgelder für die Bekämpfung und Verhütung von Covid-19 bestimmt sind. Die obligatorische Verwendung von Masken in öffentlichen Räumen gilt „solange der Not- oder Katastrophenzustand in Kap Verde in Kraft ist“, der seit März aufgrund der Pandemie Covid-19 verordnet wurde und der von der Entwicklung der epidemiologischen Situation abhängt und angesichts des „zunehmenden Grades“ der Kontamination als eine „vorläufige“, aber „notwendige“ Maßnahme zum Schutz der Gemeinschaft mit ständiger Neubewertung beschrieben wird.
Die Absicht, das Tragen von Gesichtsmasken auch auf öffentlichen Straßen zu erzwingen, war bereits im August von der Regierung angekündigt worden, aber die Maßnahme wurde schließlich der Nationalversammlung zur Entscheidung in dieser ersten Parlamentssitzung nach der Ferienzeit vorgelegt.
Kap Verde registrierte in den letzten 24 Stunden drei weitere Todesfälle im Zusammenhang mit dem neuen Coronavirus, womit die Zahl der Todesfälle im Land auf 82 gestiegen ist, was nach den vom Gesundheitsministerium veröffentlichten Daten 84 neue positive Fälle in den letzten 24 Stunden ausmachte.
Bis Anfang Januar 2021 hat das Land seit dem 19. März 2020 7526 positive Fälle gemeldet, die sich auf alle 22 Gemeinden verteilen. Im Januar 2024 wurde seitens der Regierung das Land von dem Coronavirus sowie auch Malaria als befreit angesehen.

## Statistik
Die Fallzahlen entwickelten sich während der COVID-19-Pandemie in Kap Verde wie folgt:

### Infektionen

Bestätigte Infizierte in Kap Verde nach Daten der WHO. Oben kumuliert, unten Tageswerte

### Todesfälle

Bestätigte Todesfälle in Kap Verde nach Daten der WHO. Oben kumuliert, unten Tageswerte

## Corona-Impfungen
Die Covid-19-Impfkampagne des Landes begann am 1. März 2021. Bis zum 26. Februar 2022 wurden ca. 63 % der Bevölkerung mindestens einmal geimpft. Ca. 54 % haben einen vollen Impfschutz erhalten. Verwendet werden die Impfstoffe vom chinesischen Hersteller Sinopharm, BioNTech-Pfizer, Moderna, J&J und AstraZeneca.